# Perfect Harmony
Perfect Harmony (Armonía perfecta en España y América Latina) es una película de Disney de 1991, dirigida por Will Mackenzie y protagonizada por Justin Whalin. La historia de la película pone de relieve a las tensiones raciales de las poblaciones de "Blanco y Negro" en un pueblo de Carolina del Sur y su escuela privada.

## Argumento
En 1959, un nuevo profesor llamado Derek Sanders se convierte en el maestro de capilla nueva de la Academia de Blanton, una prestigiosa escuela privada, pero todos son blancos en Carolina del Sur. Sanders trata de reducir algunos de los prejuicios y la hostilidad de algunos de los estudiantes en su coro. Paul, un matón que siente que debe dar lugar a un chico, es el peor transgresor. Taylor Bradshaw en el otro lado está impresionado por la música de Landy Allen, un niño negro, nieto de Zeke, el conserje de la escuela. Taylor comienza a explorar la música y la vida de la gente de color que viven en Rivertown a pesar de saber que podría conseguir su expulsión o rechazada. Sanders también está impresionado por las habilidades de Landy y los intentos para conseguir que participan en el coro. Una tragedia en la comunidad trae el problema de la raza a la cabeza.

## Reparto
- Justin Whalin - Taylor Bradshaw
- Eugene Byrd - Landy Allen
- Darren McGavin - Mr. Hobbs
- Peter Scolari - Mr. Derek Sanders, el director del coro
- Catherine Mary Stewart - Miss Hobbs, Mr. Hobbs' daughter.
- Moses Gunn - Zeke
- David Faustino - Paul
- Casey Ellison - Orville
- Richie Havens - Scrapper Johnson
- Cleavon Little - Pastor Clarence Johnson
- Jeff Cohen - Ward
- Devin Ratray - Shelby
- Wallace K. Wilkinson - Mayor Macy
- Dan Biggers - Doctor

## Música
También incluye con la música de banda sonora de:
- Handel's Messiah
- Franz Schubert's
- Ständchen in D Major
- Schwanengesang